# مایا سانسا
مایا سانسا (ایتالیایی: Maya Sansa؛ زادهٔ ۲۵ سپتامبر ۱۹۷۵) یک هنرپیشه اهل ایتالیا است.
از فیلم‌ها یا برنامه‌های تلویزیونی که وی در آن نقش داشته‌است، می‌توان به بنزین، بهترین دوران جوانی، آدم اول، پرستار، حقیقت، نمایندگان زن و تحت درمان اشاره کرد.

## جوایز
- جایزه انجمن ملی فیلم ایتالیا بهترین بازیگر زن (۲۰۰۴)
- جایزه دیوید دی دوناتلو بهترین بازیگر نقش مکمل زن (۲۰۱۳)